# ديفيد مكدونالد
ديفيد مكدونالد (بالإنجليزية: David McDonald)‏ (2 يناير 1971 بدبلن في جمهورية أيرلندا - ) هو لاعب كرة قدم أيرلندي في مركز الدفاع. شارك مع منتخب جمهورية أيرلندا تحت 21 سنة لكرة القدم وRepublic of Ireland national football B team ‏. أما مع النوادي، فقد لعب مع برادفورد سيتي وتوتنهام هوتسبير ونادي بارنت ونادي بيتربورو يونايتد ونادي ريدنغ ونادي غيلينغهام ونادي إِنفيلد ‏ وويلينج يونايتد.

## وصلات خارجية
- ديفيد مكدونالد على موقع قاعدة بيانات كرة القدم.إي يو (الإنجليزية)
- ديفيد مكدونالد على موقع Soccerbase.com (لاعب) (الإنجليزية)
- ديفيد مكدونالد على موقع عالم كرة القدم.نت (الإنجليزية)